# Градієнтна теорема
Градієнтна теорема, або фундаментальна теорема числення для криволінійних інтегралів, стверджує, що криволінійний інтеграл над градієнтним полем можна розрахувати через розрахунок початкового скалярного поля в кінцевих точках кривої.
Нехай {\displaystyle \varphi :U\subseteq \mathbb {R} ^{n}\to \mathbb {R} } і {\displaystyle \gamma } є довільною кривою від точки p до q. Тоді
{\displaystyle \varphi \left(\mathbf {q} \right)-\varphi \left(\mathbf {p} \right)=\int _{\gamma [\mathbf {p} ,\,\mathbf {q} ]}\nabla \varphi (\mathbf {r} )\cdot d\mathbf {r} .}
Це є узагальненням фундаментальної теореми числення для будь-якої кривої на площині або у просторі (у загальному n-вимірному випадку), а не лише для дійсних кривих.
Градієнтна теорема стверджує, що криволінійні інтеграли у градієнтному полі не залежать від пройденого шляху. В фізиці ця теорема є однією із форм визначення консервативних сил, де φ означатиме потенціал, а ∇φ це потенціальне векторне поле. Робота яку здійснюють консервативні сили не залежить від шляху, що пройдений об'єктом, а залежить лише від кінцевих точок, як показує наведене вище рівняння.